# 水仙花鸢尾
水仙花鸢尾（学名：Iris narcissiflora）为鸢尾科鸢尾属的植物，是中国的特有植物。分布在中国大陆的四川等地，生长于海拔3,900米的地区，多生在灌丛中、林缘、林中旷地或山坡草地，目前尚未由人工引种栽培。